# Christian Darasse
Christian Darasse (Villars-Colmars, 8 november 1951) is een Frans stripauteur. 

## Carrière
Darasse verhuisde in het begin van de jaren 1970 naar Brussel en debuteerde in 1974 in het stripblad Robbedoes / Spirou met een realistisch getekende strip Candice et les Crab's. Daarna werkte hij in een meer karikaturale stijl en maakte met zijn Brusselse vriend Bosse (Serge Bosmans) de strip Tonnie, die vanaf 1978 werd gepubliceerd in Robbedoes. Beiden schreven aan het scenario en terwijl Bosse instond voor de potloodschets, verzorgde Darasse het inkten. Het titelpersonage Tonnie is een frêle jongen die in een kostschool af te rekenen krijgt met een brutale opzichter en jaloerse medeleerlingen. Maar dankzij een magisch boek kan Tonnie vluchten naar een fantasiewereld. Deze poëtische strip sloot aan bij andere strips in Robbedoes van een nieuwe generatie stripauteurs zoals Frommeltje en Viola en Ragebol en verscheen regelmatig tot in 1984. Met Bosse maakte Darasse ook de strip Plume et Mutine voor het tijdschrift Oxygène.
De echte doorbraak kwam daarna: Darasse tekende De Mazdabende over drie striptekenaars en Tamara op scenario van Zidrou over een zwaarlijvige tiener in een nieuw samengesteld gezin. Voor deze laatste strip werkte Darasse samen met zijn dochter, die als scenarist Zidrou verving.
- Bibliothèque nationale de France: cb11898599r (data)
- Gemeinsame Normdatei: 1146479867
- International Standard Name Identifier: 0000 0001 2017 8218
- Library of Congress Control Number: no2015042607
- Nederlandse Thesaurus van Auteursnamen: 073781304
- Système universitaire de documentation: 224328352
- Virtual International Authority File: 44297476